# Súper Bigote
Súper Bigote es una serie animada estrenada en 2021 y emitida por el canal VTV, que trata sobre Súper Bigote, un superhéroe basado en el presidente venezolano Nicolás Maduro. Se le representa combatiendo el imperialismo estadounidense y a la oposición a su gobierno.

## Episodios
Los episodios suelen durar, en promedio, unos dos minutos. Para febrero de 2022, la serie constaba de seis episodios. La serie ha hecho alusión a eventos de la historia reciente de Venezuela, como el apagón de 2019 y problemas que atraviesa el país como la escasez de insumos médicos y vacunas.

## Elenco y personajes
- Súper Bigoteː Es una representación de Nicolás Maduro como un hombre musculoso con una mano de hierro.[2] Tiene un traje de color rojo con las siglas «SB» en el pecho, y una capa azul.[4][5]

## Producción
Una semana después de las elecciones regionales de 2021, la serie fue lanzada en diciembre.

### Antecedentes
Nicolás Maduro fue retratado como un personaje animado por primera vez en la segunda temporada de la serie Isla presidencial, en 2013. Maduro declaró al respectoː «¿Vieron Isla presidencial? Muy mal lograda, no es la cara mía ni los bigotes ni la voz. Además, me ponen muy bruto, yo no soy tan bruto así. Y muy gordo».
Después de que el presidente ecuatoriano Lenin Moreno acusara a Maduro de estar detrás de las protestas en Ecuador de 2019, Maduro negó las acusaciones; «Moreno dice que es culpa mía, que yo muevo bigotes y tumbo gobiernos (...) Yo no soy Superman, yo soy Súper Bigote».

### Realización
No se ha hecho pública la autoría de la serie, ni sus realizadores. Tampoco se ha declarado si su realización ha sido hecha con fondos públicos venezolanos.

### Promoción
Maduro la ha promocionado en redes sociales como Twitter. Para el carnaval de 2022, consejos comunales confeccionaron trajes de Súper Bigote para los niños, según un reporte de VTV.

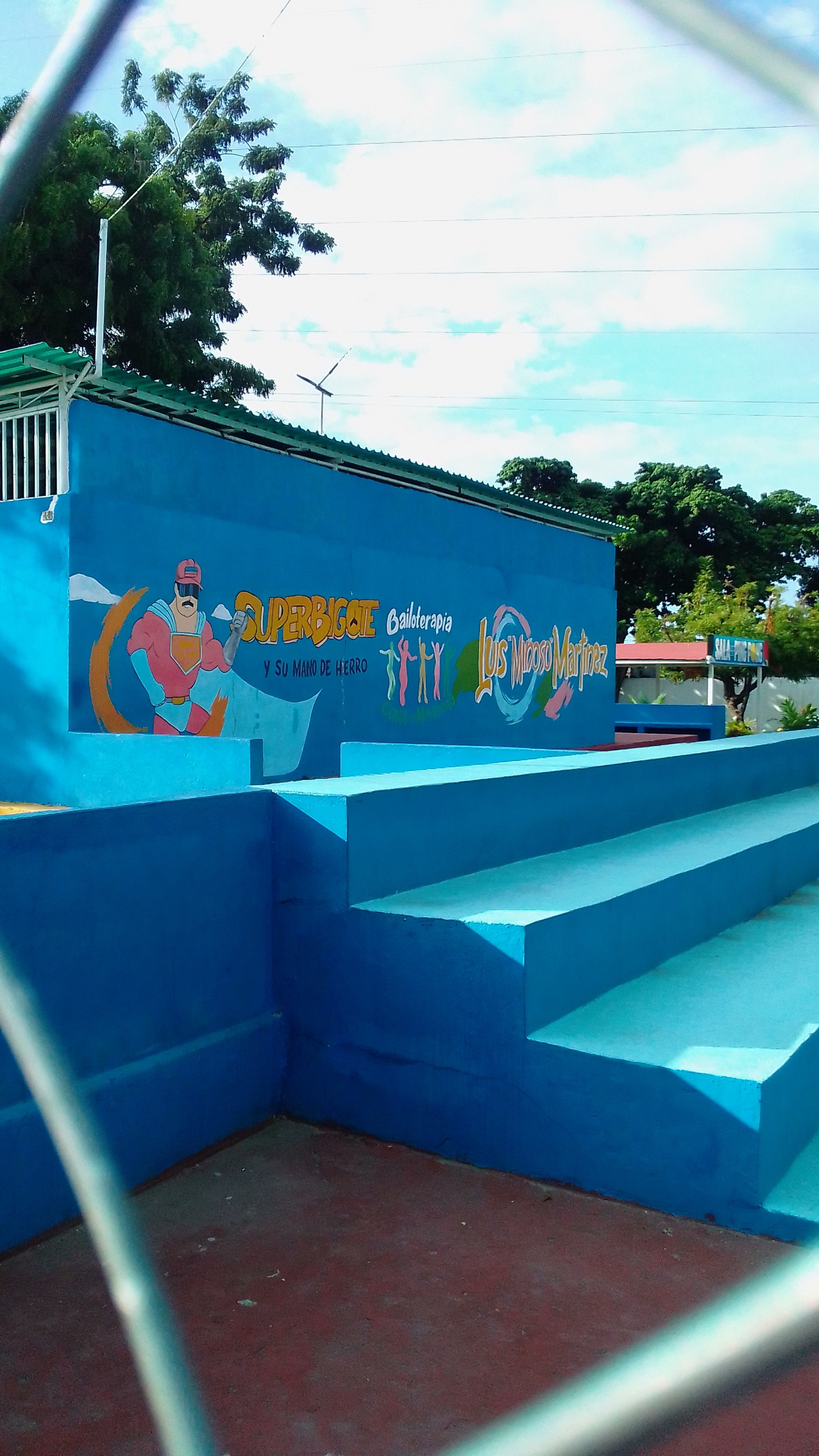
Mural de Super Bigote y su mano de hierro

El 5 de julio de 2022, durante el desfile de las Fuerzas Armadas por el día de la independencia de Venezuela, una réplica inflable de Súper Bigote fue parte del acto.
En la navidad de 2022 el gobierno de Maduro obsequió juguetes de Súper Bigote y «Cilita» (Cilia Flores, primera dama) como regalos para los niños en las cajas CLAP; según la vicepresidenta Delcy Rodríguez la cifra total fueron 13 millones de juguetes. Las empresas Emvepro e Industrias Venetech son las encargadas de la producción de estos. El diario El Mundo lo describió como una «campaña de adoctrinamiento infantil», parte del «culto a la personalidad» a Maduro.

### Música
La música de la serie es «Indestructible» del músico estadounidense Ray Barretto, un clásico salsero.

## Recepción e impacto
La serie generó debate en redes sociales y ha sido parodiada a través de memes. Durante la Semana Santa de 2024, se quemaron en el estado Lara muñecos de Súper Bigote, en alusión a la quema de Judas.

### Recepción crítica
El historiador Elías Pino Iturrieta describió la serie como «Un imán, algo que llame la atención, que distraiga, que diga que no estás viviendo en el infierno», agregandoː «Es un truco de circo, genial como marketing, pero lamentable como desprecio al pueblo». La socióloga Anaís López analizóː «Se trata de posicionar la narrativa chavista de que todo lo que sucede es producto de una conspiración entre un grupo de líderes opositores muy específicos y la Casa Blanca, en un formato menos pesado que sus discursos».

## Distribución
La serie es emitida por el canal público Venezolana de Televisión (VTV).